# Sparkasse Nördlingen
Die Sparkasse Nördlingen war eine Sparkasse mit Sitz in Nördlingen in Bayern. Ihr Geschäftsgebiet erstreckte sich auf die Stadt Nördlingen und den ehemaligen Landkreis Nördlingen.

## Organisationsstruktur
Die Sparkasse Nördlingen war eine Anstalt des öffentlichen Rechts. Rechtsgrundlagen waren das Sparkassengesetz, die bayerische Sparkassenordnung und die durch den Träger der Sparkasse erlassene Satzung. Organe der Sparkasse waren der Vorstand und der Verwaltungsrat.

## Geschäftszahlen 2018
Die Bank betrieb das Universalbankgeschäft. Die Sparkasse Nördlingen wies im Geschäftsjahr 2018 eine Bilanzsumme von 475,81 Mio. Euro aus und verfügte über Kundeneinlagen von 379,26 Mio. Euro. Gemäß der Sparkassenrangliste 2018 lag sie nach Bilanzsumme auf Rang 362. Sie unterhielt 11 Filialen/Selbstbedienungsstandorte und beschäftigte 104 Mitarbeiter.

## Fusion
Zum 30. August 2019 fusionierte die Sparkasse Nördlingen mit der Kreis- und Stadtsparkasse Dillingen zur Sparkasse Dillingen-Nördlingen; der Sitz ist Dillingen an der Donau.